# Ричкова (Верхотурський міський округ)
Ри́чкова (рос. Рычкова) — присілок у складі Верхотурського міського округу Свердловської області.
Населення — 28 осіб (2010, 47 у 2002).
Національний склад населення станом на 2002 рік: росіяни — 98 %.